# آین کالپ
آین کالپ (استونیایی: Ain Kaalep; زاده ۴ ژوئن ۱۹۲۶ – درگذشته ۹ ژوئن ۲۰۲۰) شاعر، نمایش‌نامه‌نویس، منتقد ادبی و مترجم اهل استونی بود.
وی که مجموعه اشعار زیادی سرده آثار شعر و نثر شاعران و نویسندگی آلمانی همچون یوهانس بشر، برتولت برشت، هایمیتو فن دودرر، گونتر آیش، ماکس فریش، هرمان هسه، هوگو فون هوفمانستال، گوتهولد افرایم لسینگ، هاینریش مان و فریدریش شیلر را به استونیایی ترجمه کرده‌است.